# دانييلا ماسيروني
دانييلا ماسيروني (ولدت في 28 فبراير 1985 في Trescore Balneario) هي لاعبة جمباز إيقاعية إيطالية سابقة، فازت بالميدالية الفضية في مسابقة مجموعة الجمباز الإيقاعي في الألعاب الأولمبية الصيفية 2004 في أثينا، وقد احتلت المركز الرابع في نفس الحدث في دورة الألعاب الأولمبية الصيفية 2008. كما فازت بعدد 14 ميدالية في بطولة العالم (أربع مدياليات ذهبية، و 11 ميدالية في بطولة أوروبا 2008 واحدة منها ميدالية ذهبية في تورين.

## روابط خارجية
- دانييلا ماسيروني  على موقع SportsReference  - سبورتس رفرنس
- دانييلا ماسيروني  على موقع اللجنة الأولمبية الدولية
- Gymnast profile at the International Federation of Gymnastics على موقع واي باك مشين (نسخة محفوظة January 22, 2013)
- Gymnast profile at the Italian National Olympic Committee على موقع واي باك مشين (نسخة محفوظة July 19, 2012)